# Bip (applikation)
Bip är en turkisk snabbmeddelandeapplikation utvecklad av Turkcell som stöder att skicka meddelanden, meddelanden, ljudmedia, skicka bilder och video, samtal, röstsamtal, videosamtal och andra media. Den släpptes år 2013. Appen har mer än 53 miljoner nedladdningar i slutet av 2021. 